# 徐湖平
徐湖平（1945年1月—），湖南平江人，曾任南京博物院院长。

## 生平
1945年1月，徐湖平出生于湖南省平江县。1963年，徐湖平从南京师范学院附属中学毕业，被选送到北京空军地空导弹第二营。服役六年间，徐湖平所在的部队曾成功击落三架进行间谍侦察活动的美国产U-2型飞机，被中央军委授予空军“英雄营”称号，徐湖平获得集体一等功。1964年7月23日，徐湖平作为地空导弹第二营的一员，在北京受到毛泽东等党和国家领导人的接见。
1969年，徐湖平退役回到南京，在新华印刷厂做技术工人。1973年7月，徐湖平被调至南京博物院工作。1985年8月，任南京博物院副院长。1995年开始，以常务副院长（法人代表）的身份履行院长职责。1996年，被聘为研究员。2001年1月，任南京博物院院长，享受国务院政府特殊津贴专家。2006年1月起，任中国共产党南京博物院委员会书记。

## 兼职
徐湖平历任江苏省第九届政协委员、中国博物馆学会常务理事、江苏省博物馆学会理事长、文化部文化市场发展中心艺术品评估委员会委员、江苏省吴文化研究会理事长、中国文物学会常务理事、江苏民间收藏研究会会长、中国收藏家协会特邀顾问等团体职务。1997年后，曾被南京大学、南京师范大学和上海复旦大学等多所院校聘为兼职教授。2001年，出任美国宝尔博物馆荣誉馆长。2010年10月，被南京市雨花台高级中学特聘为雨花石文化博物馆顾问。

## 作品
| 出版时间  | 著作名称       | 出版商               | 备注  |
| --------- | -------------- | -------------------- | ----- |
| 2001年1月 | 徐湖平国画小品 | 香港王朝文化艺术公司 | [ 2 ] |
| 2003年9月 | 徐湖平中国画选 | 人民美术出版社       | [ 2 ] |

## 荣誉
2024年4月20日，在上海举办的“福布斯中国·文化盛典暨首届福布斯中国·文化人物评选颁奖典礼”上，徐湖平被评选为“杰出文化名家”。